# Trio pour piano de Bax
Le Trio pour piano est la dernière œuvre de musique de chambre du compositeur britannique Arnold Bax, écrit en 1946.

## Contexte
Lorsqu'en 1945, le pianiste Harry Isaacs, un étudiant de la Royal Academy of Music, contemporain du compositeur, crée le trio qui portait son nom, avec le violoniste Leonard Hirsch et le violoncelliste James Whitehead, ils ont besoin d'un répertoire attrayant pour lancer leur première saison. Pour cette série de concerts au Wigmore Hall, Harry Isaacs demande à Arnold Bax un nouveau trio et essuye un premier refus. Arnold Bax s'excuse en écrivant que le médium est trop difficile et que Antonín Dvořák est le seul compositeur à y être parvenu. Après avoir réfléchi, le compositeur change d'avis et accepte d'écrire le Trio pour piano en si bémol majeur. Les deux premiers mouvements sont écrits au cours de l'automne 1945 et achevés pendant la période de Noël au White Horse, un pub de Storrington, dans le Sussex, où Arnold Bax vit alors. La partition achevée est datée du 9 janvier 1946. L'œuvre est jouée pour la première fois par le Harry Isaacs Piano Trio au Wigmore Hall le 21 mars 1946.

## Structure
L'œuvre comprend trois mouvements :
1. Allegro con brio
2. Adagio (alla breve) con moto
3. Tempo moderato e molto ritmico

## Analyse

### Premier mouvement
Bax commence par un premier mouvement plus ou moins correct sur le plan formel, dont le premier sujet, très entraînant, reçoit un élan vers l'avant grâce à son rythme de claquement écossais et à la figuration qui l'accompagne au piano. Il est fortement contrasté par la deuxième idée, lente et calme. Arnold Bax aurait probablement insisté sur le fait qu'il n'y avait rien de celtique dans cette musique, mais une suggestion de danse et deux épisodes nostalgiques, toujours rapidement remplacés, peuvent peut-être suggérer une parenté avec d'autres images plus ouvertement irlandaises.

### Deuxième mouvement
Le mouvement lent, d'aspect élégiaque, est lancé par une longue ligne mélodique qui peut avoir des accents elgariens. Une section médiane d'une autre nature s'élève jusqu'à un point culminant passionné avant que le thème d'ouverture ne revienne et que les cordes ne lui donnent une envolée romantique.

### Quatrième mouvement
Dans le finale, Arnold Bax adopte un style humoristique et pince-sans-rire en 
. Il écrit : « C'est miching mallecho – cela signifie espièglerie » (« This is miching mallecho – it means mischief »), essayant de décrire l'ambiance et citant l'acte III de Hamlet. Un épisode central largement chantant apporte une solennité passagère avant qu'un rythme de piano insistant n'annonce le retour de la musique d'ouverture.